# Scopus (Elsevier)
Pour les articles homonymes, voir Scopus.
Scopus est le nom de la base de données transdisciplinaire de résumés et de citations de publications scientifiques lancée par l'éditeur scientifique Elsevier en 2004.

## Contenu
Scopus référence environ 25 000 journaux scientifiques (y compris 1 200 titres en open access), et intègre chaque année près de 3 millions de nouvelles références : articles scientifiques, publications industrielles, collections d'ouvrages, actes de conférence.
Par rapport à son principal concurrent (Web of Science), Scopus offre une plus grande couverture des sciences humaines et sociales et des journaux non anglophones.

## Exploitation de la base de données
Elsevier a développé deux produits destinés à l'exploitation de cette base de données :[citation nécessaire]
- Scopus.com : cette interface web permet d'analyser les citations d'une personne, d'un groupe, d'un article ou d'un journal ;
- SciVal : C'est un outil de benchmarking (parangonnage) à l'usage des institutions.

Par ailleurs, en se basant sur Scopus, Scimago ou eigenfactor.org sont des sites web libres d'accès qui permettent de faire des classements de journaux ou de pays.
Les métadonnées des documents inclus dans la base de données sont automatiquement extraites afin de générer un profil et un identifiant d'auteur appelé Scopus Author ID. Cet identifiant peut être relié au numéro Orcid du ou de la chercheur·se afin de permettre une mise à jour automatique de ses publications.